# ويندسور (التربة)
وندسور (Windsor) هي التربة غير الرسمية لولاية كونيتيكت الأمريكية، على الرغم من وجودها كجزء من التركيبة الجيولوجية للكتل الأرضية في جميع أنحاء العالم، بما في ذلك المملكة المتحدة. 

## خصائص تعريفية
تعتبر تربة وندسور مناسبة تمامًا للزراعة المتنوعة للغاية في ولاية كونيتيكت؛ و هي التربة المفضلة لإنتاج تبغ وادي كونيتيكت . تعتبر هذه التربة مهمة لمحاصيل الفاكهة و الخضروات، و الذرة المحفوظة ، و الشجيرات والأشجار الزينة. وهي أيضًا مناسبة تمامًا للتطوير التجاري والسكني، فضلاً عن كونها مصدرًا لمواد البناء. تغطي هذه التربة 34,000 أكر (140 كـم2) في ولاية كونيتيكت.
تتكون سلسلة و ندسور من تربة عميقة للغاية، ذات تصريف مفرط، وذات نفاذية سريعة، تشكلت في رواسب مياه ذوبان الأنهار الجليدية . تشكلت بعض المناطق في الكثبان الرملية التي اجتاحتها الرياح من وادي نهر كونيتيكت مع تراجع بحيرة هيتشكوك الجليدية القديمة. أكبر المناظر الطبيعية لتربة وندسور تقع في وادي نهر كونيتيكت الشمالي، ولكن تم رسم خرائط التربة في جميع أنحاء الولاية. تتراوح المنحدرات من 0 إلى 15 في المائة. تتراكم تربة وندسور فوق طبقات الرمل والحصى من المياه الجوفية. الجفاف هو العائق الرئيسي أمام المحاصيل و المروج والمناظر الطبيعية. خلال الأشهر الجافة، يكون الري ضروريًا للحصول على إنتاج مثالي. هناك خطر تلوث المياه الجوفية بسبب النفاذية السريعة لهذه التربة.